# 高辻福長
高辻 福長（たかつじ とみなが）は、江戸時代中期から後期にかけての公卿。大納言・高辻胤長の子。官位は正二位・権中納言。

## 経歴
明和7年（1770年）に後桜町天皇が後桃園天皇に譲位して上皇となると、文化10年（1813年）に上皇が崩御するまで院伺候衆として上皇の側に仕えた。寛政元年（1789年）2月2日、従三位に叙されて公卿に列せられる。
文政2年（1819年）1月5日、薨去。享年59。

## 系譜
- 父：高辻胤長
- 母：五条為成の娘
- 正室：土御門泰邦の娘
- 生母不明の子女
  - 男子：高辻俊長
  - 男子：高辻以長
  - 男子：西高辻信観 - 西高辻信廉の養子
  - 女子：稲田敏植継室